# Вълчо Андов
Вълчо Добрев Андов, наречен Вълчо Македонеца, е български революционер, участник в Ботевата чета.

## Биография
Андов е роден в град Велес, тогава в Османската империя, днес в Северна Македония. Емигрира във Влашко. Брат му, учителят Димитър Андов, му изпраща на няколко пъти средства във Влашко. В 1868 година държи фурна в Галац, в която укрива Арсений Мартинов. Мартинов минава с четата на Хаджи Димитър и Стефан Караджа и загива. При разследването, властите от донос разбират, че Андов го е укривал и го е снабдил с оръжие и той е арестуван и лежи три месеца в затвора. Освободен е с парична гаранция от изпратен от Филип Тотю човек. Филип Тотю лично го привлича към готвената акция за нова чета през пролетта на 1876 година и Андов се съгласява. Затова и името му не фигурира в личното тефтерче на Ботев.
Вълчо Андов е опитен комита и назначен за десятник в Ботевата чета. В спомените на оцелелите четници Вълчо Андов е споменаван като комита с висок дух, шеговит, издръжлив и изпълнителен. Андов е сред „опитните с оръжието“ четници и спазва дисциплината в четата и заповедите на щаба. На Хайдушкото кладенче, при Поповото ханче, на Дуровото бранище и при Рашково бърдо движещото се в авангарда негово отделение от 10 души спира по негова команда.
Андов участва в престрелката при Баница и е свидетел на първите жертви на четата - посечените селяни от обоза. Оцелява в сражението при Милин камък и достига водопада Речка и отсяда с оцелелите на Колова поляна. Не е и сред загиналите в тежкото сражение на 20 май. Следите му се губят, след като се образуват отряди за оттегляне в планината.
Името му е записано като Вълчо Македонецът от западната страна на стария паметник на Христо Ботев във Враца.